# Dominique de Brunet de Castelpers de Panat
Pour les articles homonymes, voir Castelpers.
Dominique Samuel Joseph Philippe de Brunet de Castelpers de Panat est un homme politique français né le 21 mars 1787 à Toulouse (Haute-Garonne) et mort le 25 juin 1860 à Toulouse.

## Biographie
Auditeur au Conseil d'État en 1810, il est ensuite attaché d'ambassade à Varsovie en 1812 puis commissaire à l'armée des Pyrénées en 1814. Premier secrétaire d'ambassade à Naples de 1815 à 1818, il démissionne de l'administration en 1819 et s'occupe de la gestion de ses propriétés dans le Gers. Il est sous-préfet de Bayonne en 1824 puis préfet du Cantal en 1828. Conseiller général, il est député du Gers de 1827 à 1830, siégeant à droite. Il démissionne après la Révolution de juillet 1830.
Il est de nouveau député de 1839 à 1846, siégeant dans l'opposition légitimiste, puis de 1849 à 1851, siégeant à droite. Il est alors questeur de l'Assemblée. Il est brièvement emprisonné lors du coup d'État du 2 décembre 1851.

## Sources
- « Dominique de Brunet de Castelpers de Panat », dans Adolphe Robert et Gaston Cougny, Dictionnaire des parlementaires français, Edgar Bourloton, 1889-1891 [détail de l’édition]